# REALbasic
REALbasic är ett objektorienterat programspråk och ett utvecklingsverktyg som gör att användaren kan skapa program till Windows, Linux och Mac OS utan att behöva skriva kod. Både språket och programmet påminner mycket om Visual Basic. Programmet finns till Windows, Linux och Mac OS X och oavsett vilket system man sitter på kan man skapa program till alla tre plattformarna från en och samma källkod.

## Namnbyte
2013 bytte REAL Software som hade hand om REALbasic namn till Xojo